# Etheostoma australe
Etheostoma australe är en fiskart som beskrevs av Jordan, 1889. Etheostoma australe ingår i släktet Etheostoma och familjen abborrfiskar. IUCN kategoriserar arten globalt som sårbar. Inga underarter finns listade i Catalogue of Life.